# The Crescent Motor Truck Company
The Crescent Motor Truck Company, vorher The Middletown Buggy Company respektive The Middletown Motor Buggy Company, war ein US-amerikanisches Unternehmen aus der Fahrzeugindustrie.

## Vorgeschichte
Harry H. Elwood betrieb die Decatur Buggy Company in Greensburg in Indiana. 1901 zog er nach Middletown in Ohio und reorganisierte sein Unternehmen als New Decatur Buggy Company. Das neue Werk war doppelt so groß. Das Unternehmen beschäftigte über 200 Mitarbeiter und stellte jährlich rund 20.000 Kutschen her. Im April 1908 folgte der Bankrott. Eine Quelle gibt an, dass das Missachten des Erfolgs des Automobils zum Niedergang führte.

## Unternehmensgeschichte
Am 29. September 1908 wurde The Middletown Buggy Company in Middletown gegründet. Es stellte Kutschen her. Elwood wurde Manager. in der Tochtergesellschaft The Middletown Buggy Company führte er den Automobilbau ein. Der Markenname lautete Middletown. 1911 folgte der Bankrott beider Unternehmen.
Elwood stellte daraufhin Lastkraftwagen der Marke Crescent her. Die neue Firmierung lautete The Crescent Motor Truck Company. Zunächst war das Unternehmen in Räumen der ehemaligen Middletown Buggy Company eingemietet. Laut einer Quelle zog es bald um nach Hamilton (Ohio). Ende 1913 endete die Produktion; 1914 folgte der nächste Bankrott. Am 11. April 1916 wurde das Unternehmen endgültig aufgelöst. Es scheint, dass es nicht an seinem Produkt scheiterte, sondern an Altlasten aus der Insolvenz der New Decatur Buggy Company. Dieses Verfahren hatte sich über fünf Jahre hingezogen.

## Pkw
Der Middletown Motor Buggy war ein Highwheeler. Die Konstruktion dieser Fahrzeuge war simpel und bestand im Wesentlichen aus dem Einbau eines Verbrennungsmotors in einen Pferdebuggy. Genannt werden zwei Ausführungen: Ein Modell mit Zweizylindermotor, zwei Antriebsketten und Lenkradsteuerung sowie ein – wahrscheinlich ähnlich aufgebautes – Modell mit Vierzylindermotor von der Rutenber Motor Company. Zur Technik ist weiter nichts bekannt. So ist unklar, welche Getriebeart verwendet wurde. Üblich waren Planeten- oder Friktionsgetriebe. Ein solcher Umbau machte auch den Austausch beider Achsen erforderlich. Vorne wurde üblicherweise die Drehschemel- gegen eine Achsschenkellenkung ersetzt; ein Lenkrad wie im Midletown war gegenüber dem häufiger verwendeten Lenkhebel ein Fortschritt. Hinten wurde eine Antriebsachse benötigt, um die Kraft von den Ketten an die Räder weiterzugeben.

## Nutzfahrzeuge
Allein in den USA trugen zwischen 1900 und 1914 14 verschiedene Motorfahrzeuge den Markennamen Crescent; insbesondere wird ein Nutzfahrzeughersteller in New York erwähnt, zu dem sich aber kein Bezug nachweisen lässt. The Crescent Motor Truck Company in Middletown stellte leichte und mittlere LKW mit Nutzlasten von 1, 2 und 3 sh tn (905, 1815 resp. 2720 kg) her. Auch hier ist zur Technik wenig bekannt, anscheinend wurden aber ebenfalls Rutenber-Vierzylindermotoren verwendet. Ein Vergleich mit dem bekannten Packard-Truck (2 bis 5 sh tn oder 1815–4530 kg) fiel durchaus positiv für Crescent aus.